# Naoya Seita
Naoya Seita (清田 奈央弥 Seita Naoya?), född 25 augusti 2001 i Kanagawa prefektur, är en japansk fotbollsspelare.
Seita började sin karriär 2020 i Júbilo Iwata.